# Ostrogóra (Kadyny)
Ostrogóra – część wsi Kadyny w Polsce, położona w województwie warmińsko-mazurskim, w powiecie elbląskim, w gminie Tolkmicko, na obszarze Parku Krajobrazowego Wysoczyzny Elbląskiej.
W latach 1975–1998 Ostrogóra administracyjnie należała do województwa elbląskiego.
Miejscowość nadrzędna w TERYT:
- W 1999 r. w nowo tworzonym rejestrze TERYT występuje z identyfikatorem SIMC: 0159114, będąc częścią osady Pagórki.
- 8 marca 2012 zmieniono w SIMC miejscowość nadrzędną na Łęcze[5]. Zmiana ta nie wynika z żadnego rozporządzenia o zmianach nazw miejscowości, ale została uwzględniona w wykazie urzędowych nazw miejscowości w 2013 roku[6]
- 1 stycznia 2016 zmieniono w SIMC miejscowość nadrzędną na Kadyny. Zmiana ta nie wynika z żadnego rozporządzenia o zmianach nazw miejscowości, ale została uwzględniona w wykazie urzędowych nazw miejscowości w 2015 roku[7].